# Nebenkern
Nebenkern (del alemán “Neben” (“próximo a” o “adyacente a”) + “Kern” (“núcleo”), “adyacente al núcleo”) es una estructura celular, que es apreciable en los espermatozoides de algunos insectos como Drosophila melanogaster.
Una vez completada la meiosis, las mitocondrias de la espermátida se envuelven las unas sobre las otras, formando un agregado esférico que se sitúa muy próximo al núcleo, como su nombre indica. El nebenkern se dispone poco después formando una estructura helicoidal en doble hélice. Durante la formación y elongación del flagelo, el nebenkern se divide en dos derivadas mitocondriales que se alargan en el haz de microtúbulos que constituyen el axonema del flagelo, similar a lo que sucede con la vaina mitocondrial del espermatozoide humano, pero, en este caso, recorre toda la longitud del flagelo.